# 마리아노 모레스

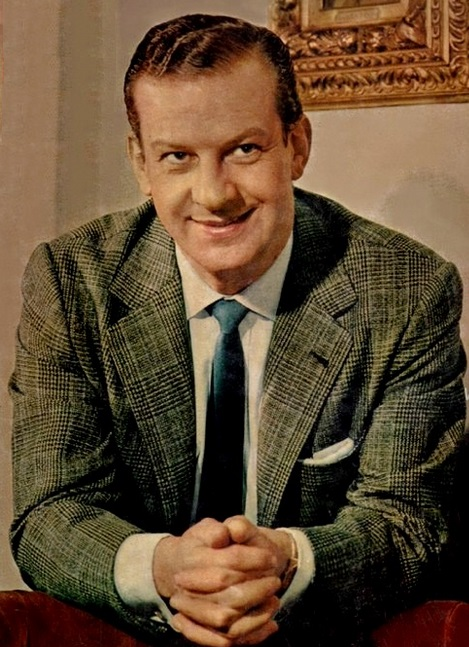
1964년의 마리아노 모레스

마리아노 모레스(Mariano Mores, 1918년 2월 18일 ~ 2016년 4월 13일)는 아르헨티나의 탱고 지휘자·피아노 주자·작곡가이다. 부에노스아이레스주 남부 바이아블랑카시(市)에서 태어나 어릴 때부터 피아노를 배웠다. 1934년에 피아니스트로서 탱고계에 데뷔하였으며 1939년에는 프란시스코 카나로 악단에 입단하였다. 피아니스트 겸 작곡 및 편곡에 솜씨를 발휘하는 카나로의 한 팔로서 활약하였다. 1945년에 카나로와 합작한 <아디오스 팜파 미아>는 공전의 대히트곡이다. 약 10년을 카나로 아래에서 보낸 뒤 독립하여 반도네온을 사용하지 않는 심포닉한 연주 등으로 야심적인 활약을 계속하였다. 후에는 6중주단을 결성하거나 영화·스테이지 등 다방면에서 활약하였다. 작곡가로서도 당대 일류로서 <아디오스 팜파 미아>를 비롯하여 <탄게라>, <타키토 미리타르>, 히트인 <프렌테 알 마르>, <포르케 라 키세 탄토> 등 유명한 작품이 많다. 그의 작품은 모두가 친근감을 갖기 쉬운 멜로디를 지닌 대중적인 것이라 하겠다.